# Lorenzo Lotto

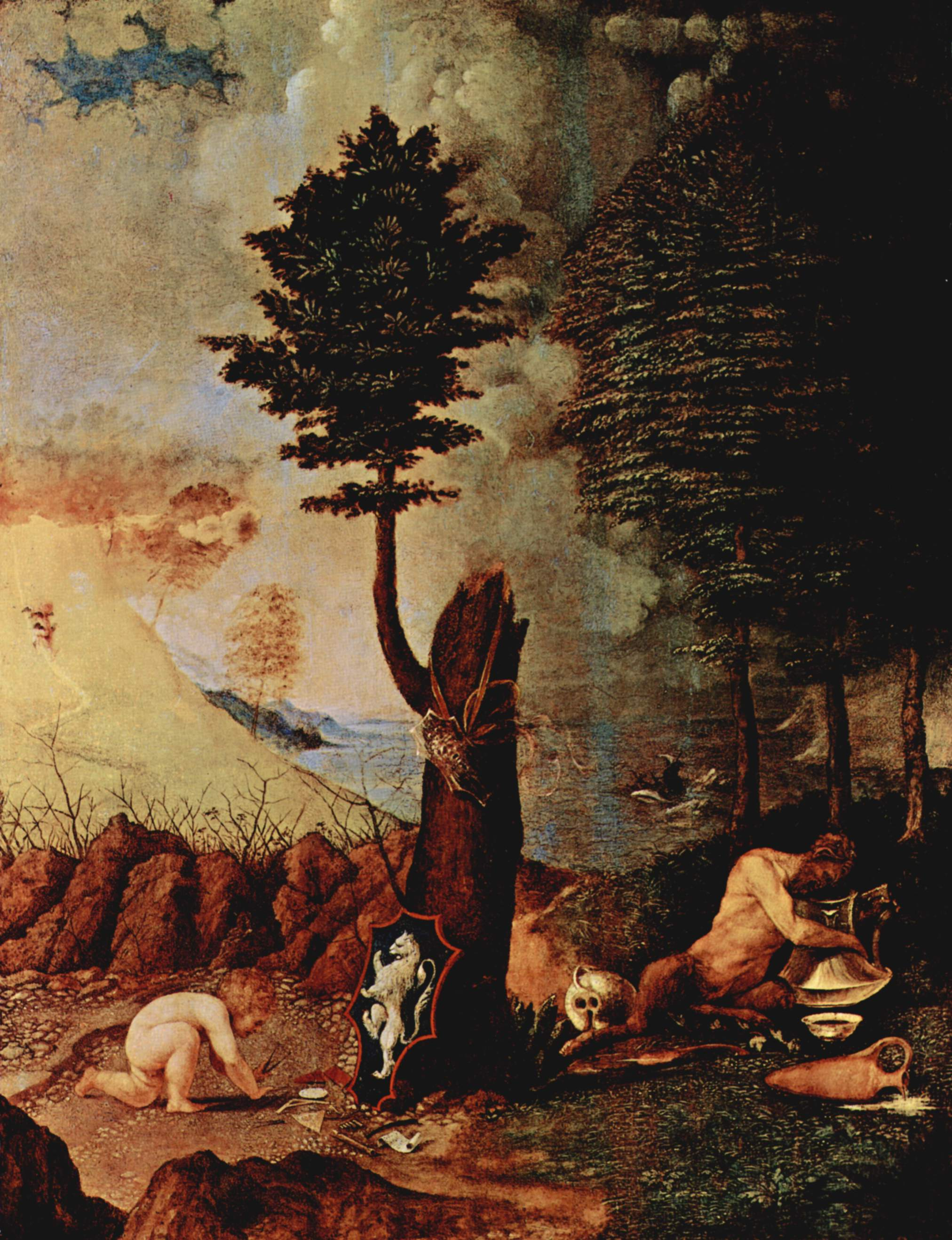
Alegoria Cnoty i Występku National Gallery of Art Waszyngton, (1505)

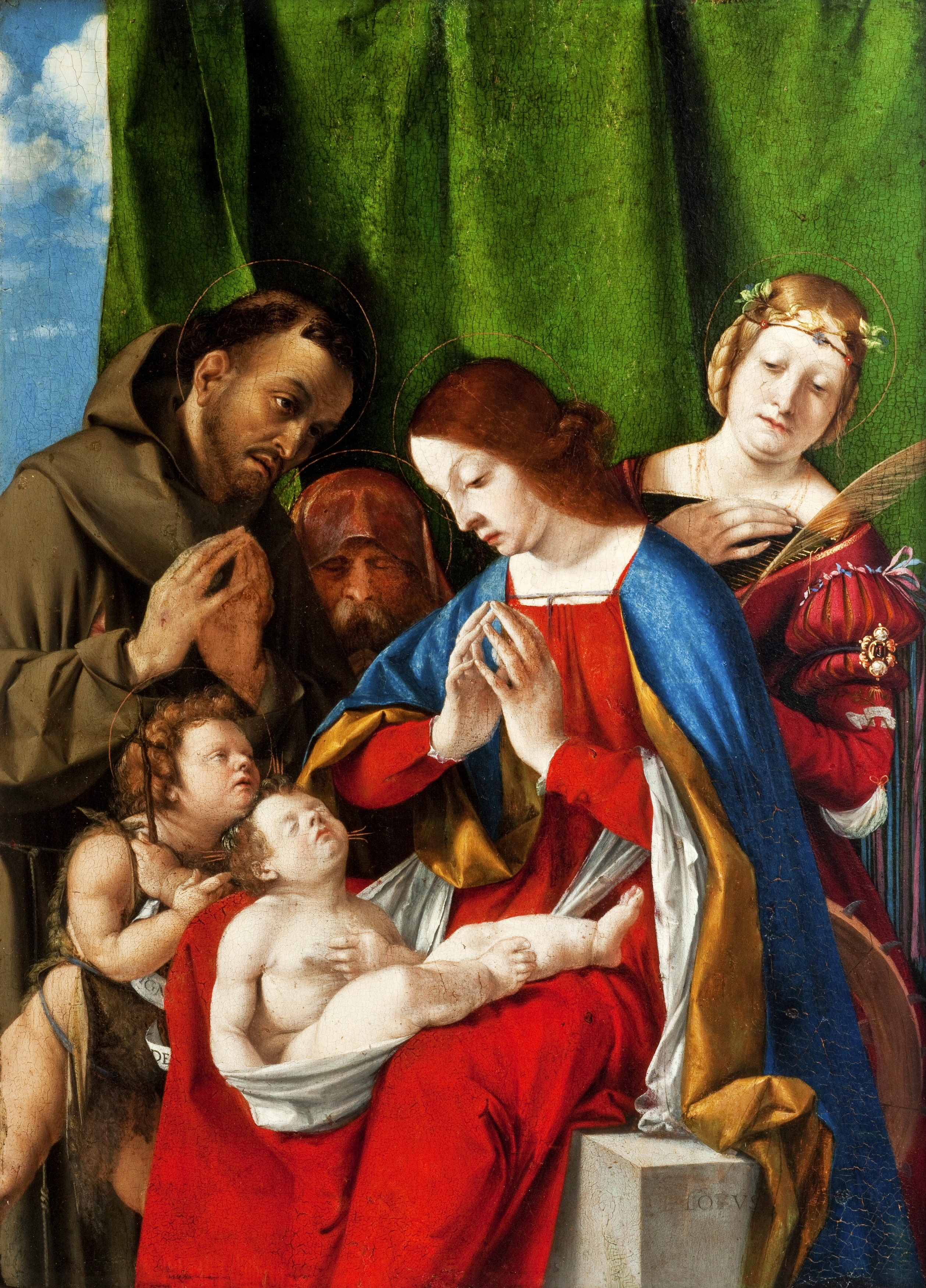
Adoracja Dzieciątka Kolekcja „Europeum” Muzeum Narodowego w Krakowie, (1508)

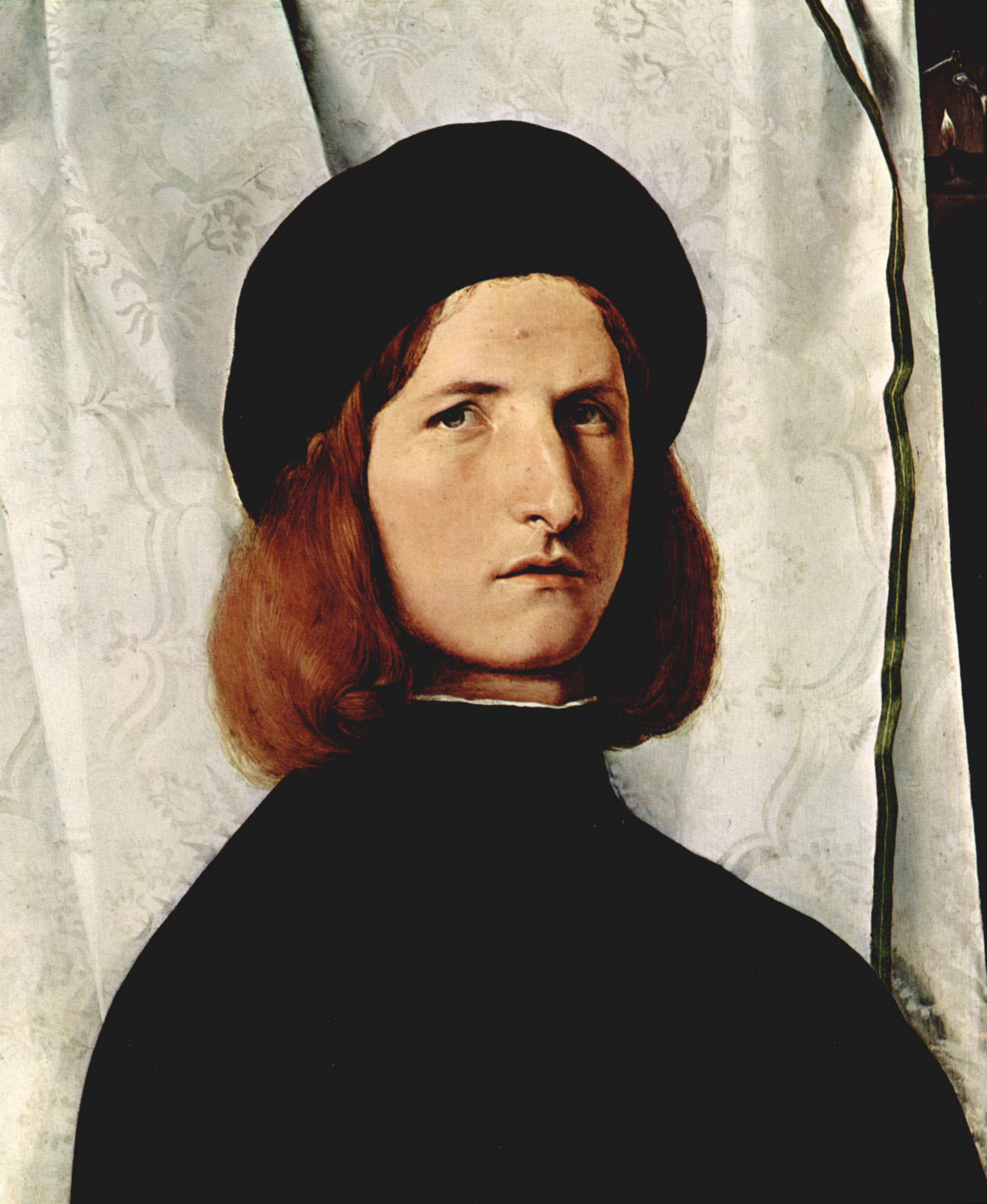
Młody mężczyzna na tle białej zasłony Kunsthistorisches Museum Wiedeń, (1508)

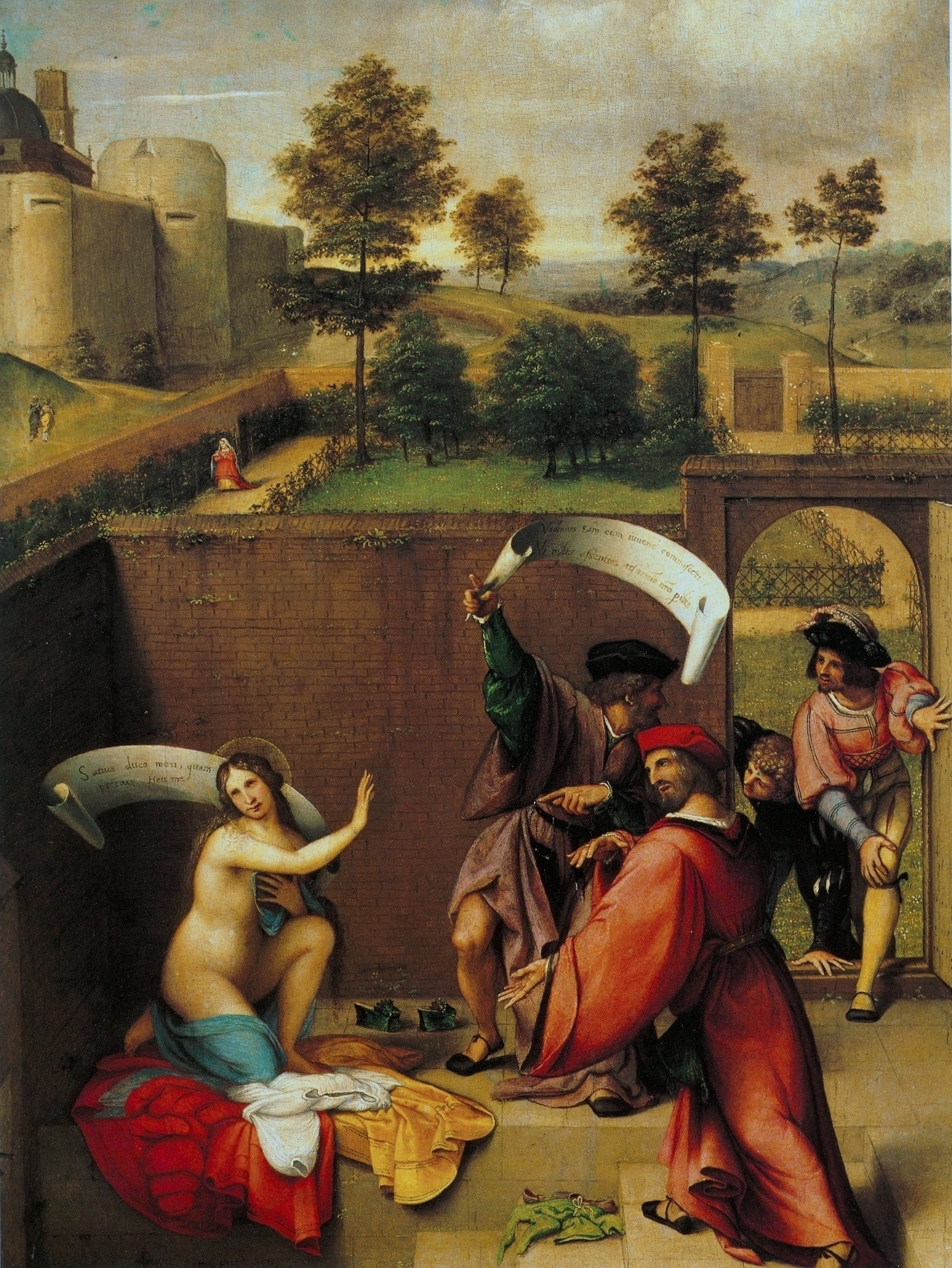
Zuzanna i starcy Uffizi Florencja, (ok. 1517)

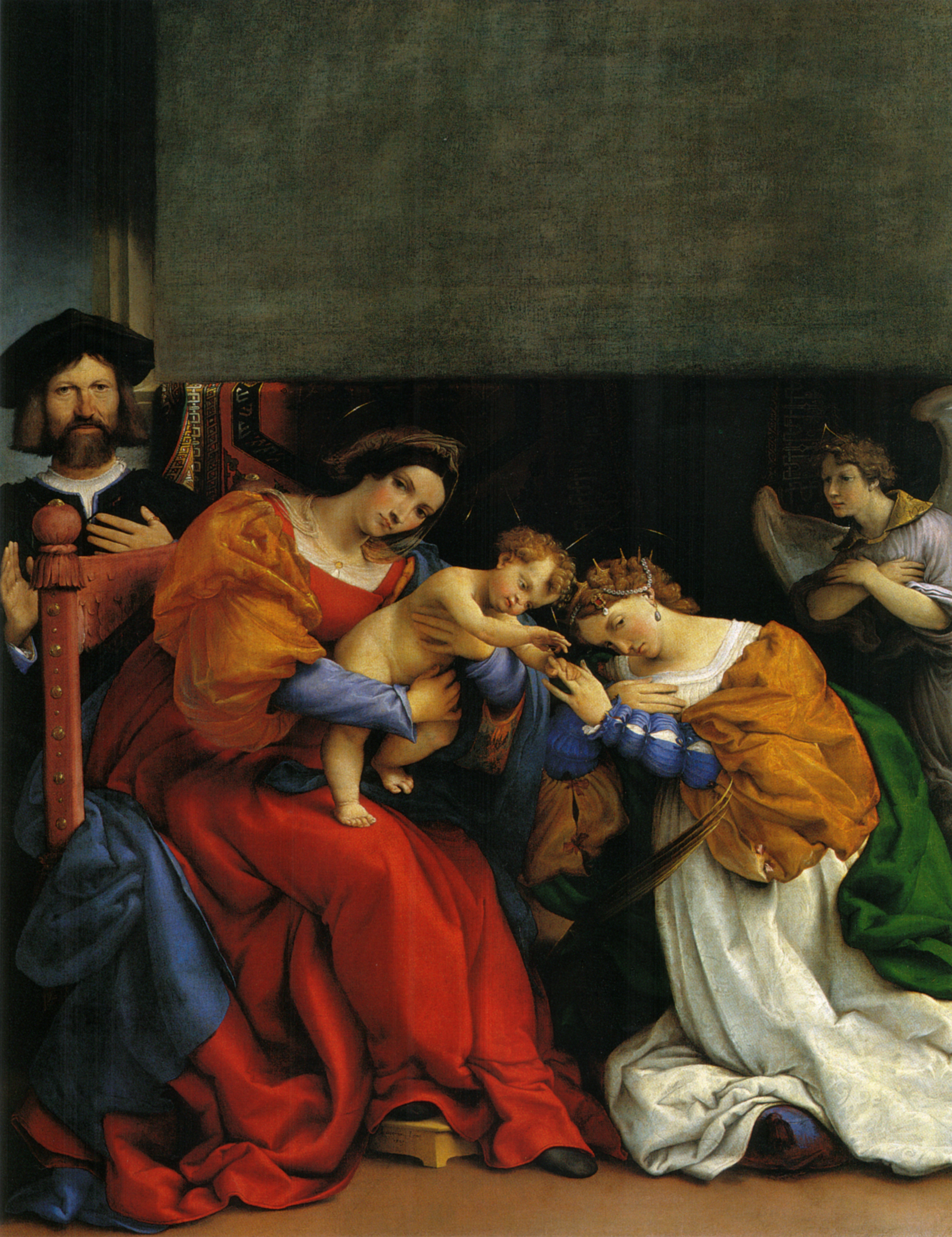
Zaślubiny św. Katarzyny Accademia Carrara Bergamo, (1523)

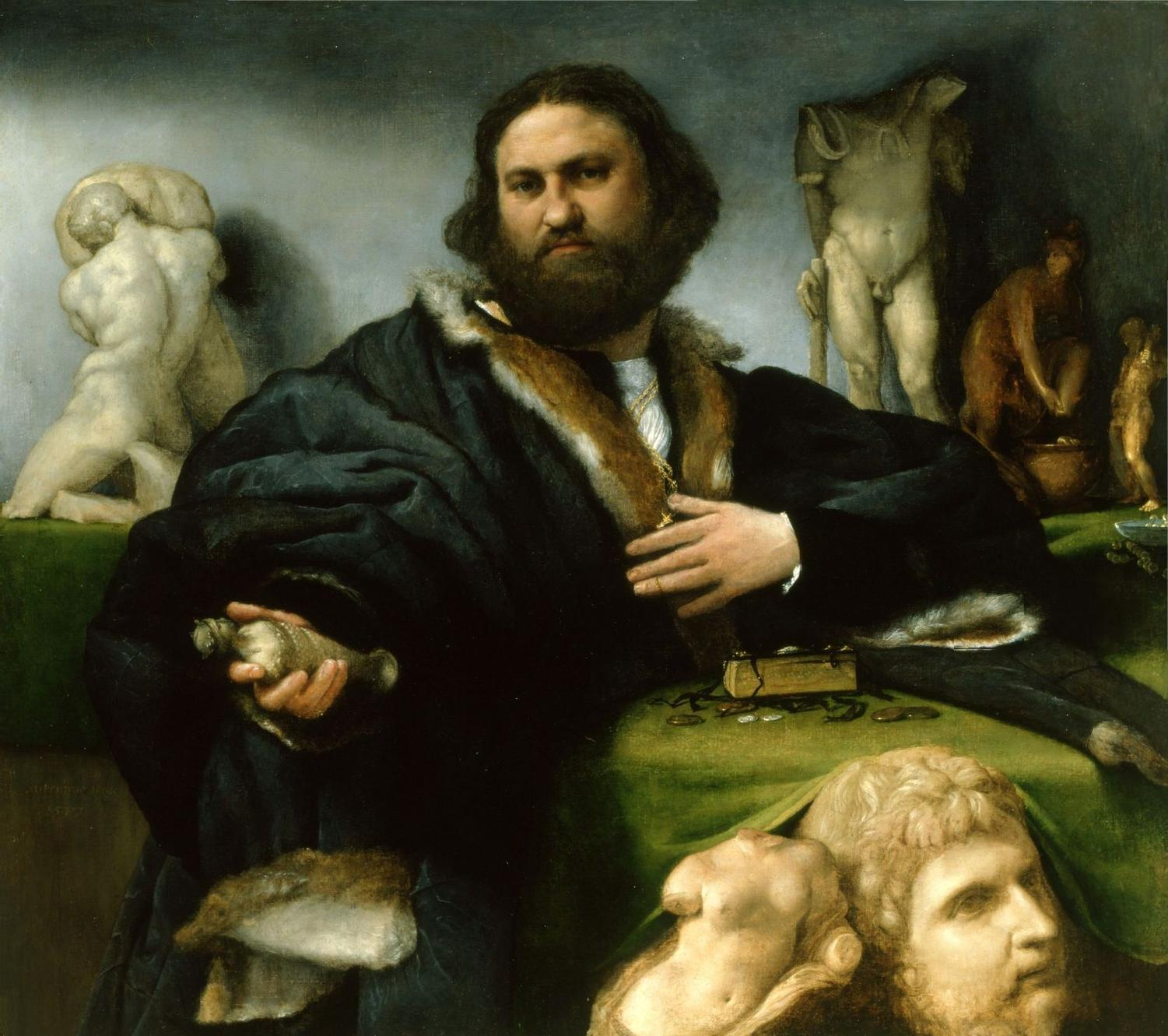
Antykwariusz Andrea Odoni Buckingham Palace Londyn, (1527)

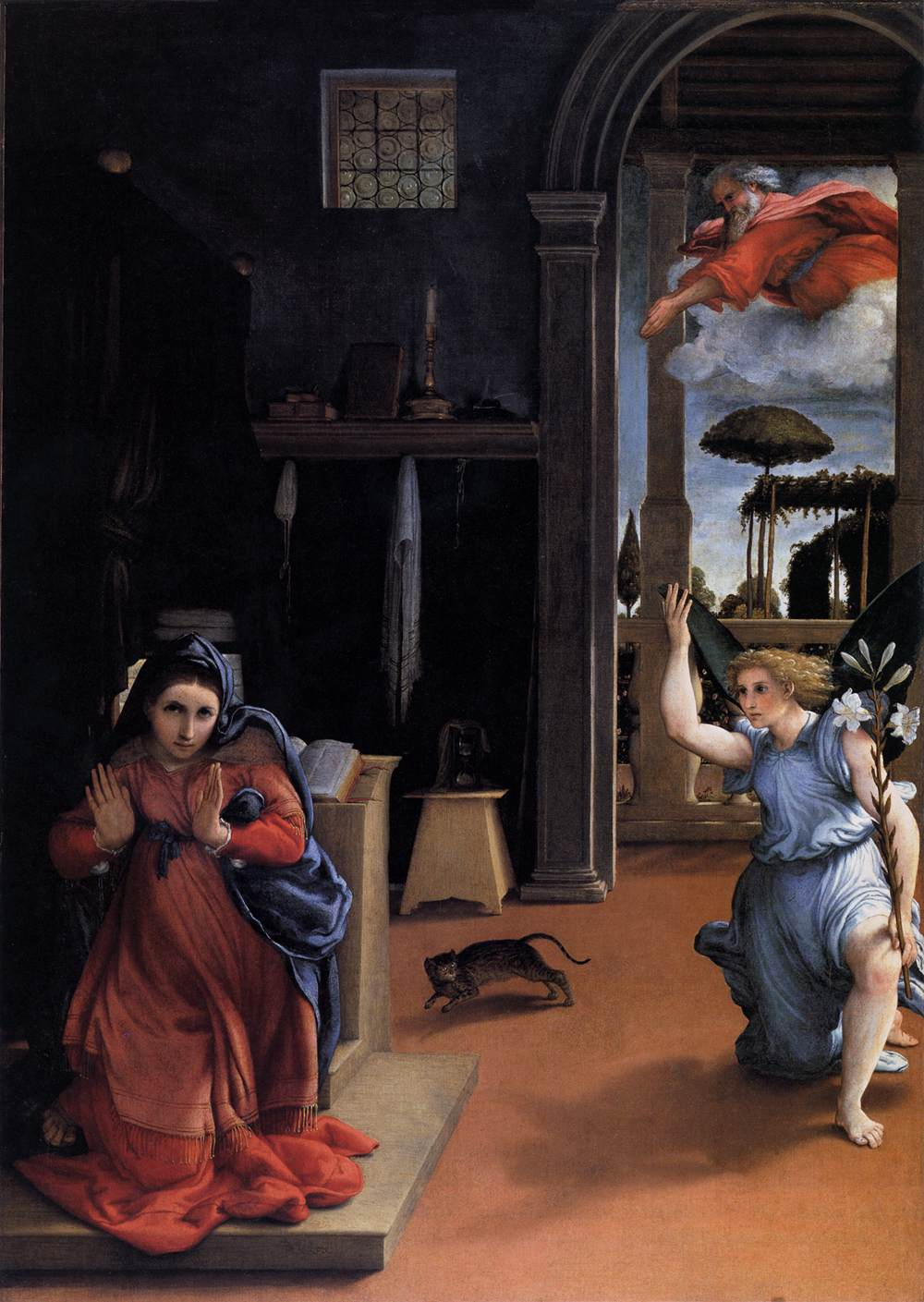
Zwiastowanie Pinacoteca Civica w Recanati, (ok. 1527)

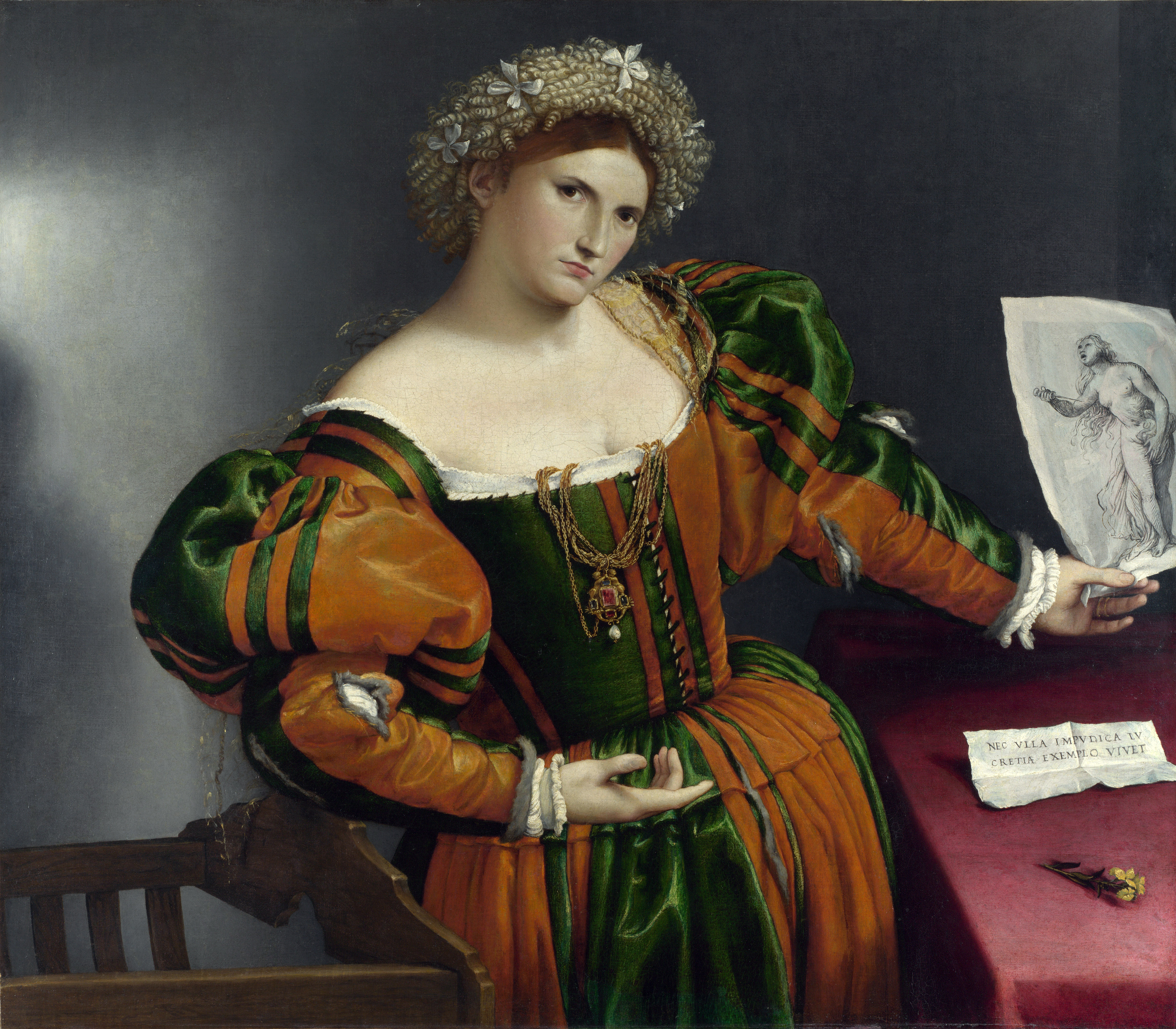
Portret damy w stroju Lukrecji National Gallery Londyn, (1530-1532)

Lorenzo Lotto (ur. ok. 1480 w Wenecji, zm. w 1556 w Loreto) – włoski malarz i rysownik okresu dojrzałego renesansu.

## Życie
Rodzice Lotta pochodzili z Bergamo. Nic nie wiadomo o jego dzieciństwie, młodości i latach nauki. Terminował prawdopodobnie w pracowniach Giovanniego Belliniego i Alvise Vivariniego w Wenecji. W 1503 przeniósł się do Treviso, gdzie został protegowanym biskupa Bernarda de’Rossi. W latach 1508–1511 przebywał w Rzymie, gdzie wraz z artystami lombardzkimi Bramantinem i Gaudenzio Ferrarim brał udział w dekoracji apartamentów papieża Juliusza II w Pałacu Watykańskim. Freski nie zachowały się do naszych czasów. Z upoważnienia papieża zostały usunięte przez Rafaela, który wypełnił je własnymi malowidłami.
Często zmieniał miejsce zamieszkania. Działał głównie na prowincji: w Bergamo (1513–1525) i Treviso (1503–1506, 1532, 1542) oraz w miasteczkach regionu Marche: (Ankona, Cingoli, Jesi, Loreto, Macerata, Recanati). W Wenecji przebywał w latach 1525–1530, 1540–1541 i 1545–1549. Przyjaźnił się z weneckim rzeźbiarzem i architektem Jacopo Sansovinem, który organizował sprzedaż jego obrazów i wspomagał go finansowo. W 1552 na stałe zamieszkał w Loreto. Dwa lata później został bratem oblatem w loretańskim klasztorze Santa Casa.
Przez ponad 300 lat był zupełnie zapomniany. Jego niesygnowane obrazy przypisywano m.in. Giorgionemu i Hansowi Holbeinowi. Odkryto go na nowo i doceniono dopiero w XIX w. W 1887 w weneckim archiwum odnaleziono testament Lotta, a kilka lat później w Loreto jego prywatną księgę rachunkową. W 1895 ukazała się pierwsza biografia artysty, którą opracował amerykański history sztuki Bernard Berenson. Po II wojnie światowej zorganizowano duże wystawy prac Lotta w Wenecji, Londynie i Paryżu.

## Twórczość
Malował sceny o tematyce religijnej, obrazy ołtarzowe, świeckie alegorie oraz portrety. Tworzył także małe obrazy religijne dla zleceniodawców prywatnych. Wiele jego obrazów przedstawia Świętą Rodzinę w otoczeniu świętych (tzw. Sacra Conversazione). Jego portrety odznaczają się pogłębioną analizą psychologiczną.
Początkowo oddziałali na niego przede wszystkim Giovanni Bellini, Giorgione i Alvise Vivarini. Pod wpływem Rafaela i Correggia wprowadził silne efekty światłocieniowe i spotęgował ekspresję. W późniejszym okresie wypracował swój własny indywidualny styl, głównie pod wpływem mistrzów niemieckich Albrechta Dürera, Matthisa Grünewalda i Hansa Holbeina, który charakteryzował się dużą ekspresyjnością (widoczną nawet w portretach), nietypowymi zestawieniami kolorystycznymi oraz mocnymi kontrastami światła.
Po ukończeniu praktyki podjął pracę u biskupa Treviso Bernarda de’Rossi, gdzie namalował kilka portretów i ołtarzy. Z tego okresu pochodzi m.in. obraz Dziewica z dzieciątkiem i św. Hieronimem (1506) (National Gallery of Scotland, Edinburgh) oraz Alegoria cnoty i Vice (1505) (National Gallery of Art, Waszyngton) z widocznymi wpływami malarstwa Giorgiona. W latach 1508–1510 przebywał w regionie Marche i Rzymie, gdzie tworzył u boku Rafaela. Następnie w latach 1513–1525 mieszkał w Bergamo. W tym czasie doskonalił swój warsztat w dziedzinie portretu, poznawał prace Gaudenzia Ferrariego i Correggia oraz upodabniał swój styl do wymogów zleceniodawców dokonując połączeń weneckich technik malarskich z tradycją lombardzką.
W latach dwudziestych Lotto namalował kilka portretów i obrazów ołtarzowych, w których przelał swoje poglądy na temat ówczesnych wydarzeń religijnych i narodzenia protestantyzmu. Charakteryzował się szerokimi, nierównymi pociągnięciami pędzla, pełnymi dynamizmu i ekspresji dziełami. Jest autorem kilku fresków w Bergamo, m.in. w oratorium Suardi w Trescore Balneario. W 1525 roku zamieszkał w Wenecji, gdzie – głównie za sprawą środowiska malarzy przychylnego twórczości Tycjana – przez kolejne 20 lat nie zyskał uznania. Tworzył w różnych regionach Włoch, dla zleceniodawców z Marche (Ołtarz św. Łucji), z Recanati (Zwiastowanie) oraz dla kościołów weneckich – (Jałmużna św.Antoniego) z 1542 roku dla bazyliki Santi Giovanni e Paolo. Z tego okresu pochodzi najwięcej prac artysty.
W 1524 w Trescore Balneario, w kaplicy rodzinnej możnego rodu Suardich (Oratorio Suardi), zrealizował swój największy zespół fresków, przedstawiający sceny z życia świętych Brygidy Irlandzkiej, Katarzyny Aleksandryjskiej i Barbary. Był też autorem malowideł ściennych w kościele San Giorgio w Credaro oraz scen z życia Matki Boskiej w kaplicy kościoła San Michele del Pozzo Bianco w Bergamo. W latach 1524–1532 wykonał kunsztowne intarsje przedstawiające sceny ze Starego Testamentu w chórze kościoła Santa Maria Maggiore w Bergamo.
Pozostawił liczne obrazy ołtarzowe m.in. w kościołach w Wenecji (San Giacomo dall’Orio, Santi Giovanni e Paolo, kościół Santa Maria del Carmine) oraz w 5 kościołach Bergamo (Sant’Alessandro della Croce, Sant’Alessandro in Colonna, San Bartolomeo, San Bernardino in Pignolo, Santo Spirito).

### Wybrane dzieła
- Głowa młodego mężczyzny – 1503-1506, olej na desce, 28 × 22 cm, Galeria Uffizi, Florencja
- Portret biskupa Treviso Bernarda de Rossi – 1505, olej na desce, 55 × 43,5 cm Museo di Capodimonte, Neapol
- Alegoria Cnoty i Występku – 1505, olej na desce, 56,5 × 42 cm, National Gallery of Art, Waszyngton
- Alegoria Czystości – 1505, olej na desce, 56 × 43 cm, National Gallery of Art, Waszyngton
- Mistyczne zaślubiny św. Katarzyny – 1506, olej na desce, 71 × 91 cm, Stara Pinakoteka, Monachium
- Pokuta św. Hieronima – 1506, olej na desce, 48 × 40 cm, Luwr, Paryż
- Wniebowzięcie NMP ze świętymi Antonim opatem i Ludwikiem z Tuluzy – 1506, olej na desce, 175 × 162 cm, Katedra, Asolo
- Ołtarz św. Dominika – 1508, olej na desce, 450 × 350 cm, Pinacoteca Comunale, Recanati (6 obrazów)
  - Pietà – 1508, 80 × 108 cm
  - Madonna z Dzieciątkiem, aniołami i świętymi – 227 × 108 cm
  - Św. Tomasz z Akwinu i św. Flawian – 155 × 67 cm
  - Św. Piotr z Werony i św. Witalis – 155 × 67 cm
  - Św. Łucja i św. Wincenty Ferreriusz (Ferrer) – 67 × 67 cm
  - Św. Katarzyna ze Sieny i św. Zygmunt – 67 × 67 cm
- Młody mężczyzna na tle białej zasłony – ok. 1508, olej na płótnie, 42,3 × 35,3 cm, Muzeum Historii Sztuki w Wiedniu, Wiedeń
- Matka Boska adorująca Dzieciątko ze świętymi – ok. 1508, olej na desce, 40 × 29,3 cm, Kolekcja „Europeum” Muzeum Narodowego, Kraków
- Zuzanna i starcy – 1517, olej na desce, 66 × 50 cm, Galeria Uffizi, Florencja
- Madonna z Dzieciątkiem i małym św. Janem – 1518, olej na desce, 52 × 39 cm, Galeria Obrazów Starych Mistrzów w Dreźnie
- Chrystus opuszczający swoją Matkę – 1521, olej na płótnie 126 × 99 cm, Gemäldegalerie, Berlin
- Trójca Święta – 1520, olej na płótnie, 170 × 115 cm, Sant’Alessandro della Croce, Bergamo
- Madonna z Dzieciątkiem i święci lub Matka Boska pod baldachimem – 1521, olej na płótnie, 300 × 275 cm, San Bernardino in Pignola, Bergamo
- Mistyczne zaślubiny św. Katarzyny – 1523, olej na płótnie, 189,3 × 134,3 cm, Accademia Carrara, Bergamo
- Messer Marsolino z żoną – 1523, olej na płótnie, 71 × 84 cm, Prado, Madryt
- Portret rodziny – 1523-1524, 96 × 116 cm, olej na płótnie, Ermitaż, Sankt Petersburg
- Architekt – 1525-1530, olej na płótnie, 108,5 × 86 cm, Gemäldegalerie Berlin
- Młody mężczyzna – 1526, olej na płótnie, 47 × 37,5 cm, Gemäldegalerie Berlin
- Chrystus dźwigający krzyż – 1526, olej na płótnie, 66 × 60 cm, Luwr, Paryż
- Portret młodego mężczyzny w pracowni – 1527, olej na płótnie, 98 × 111 cm, Gallerie dell’Accademia, Wenecja
- Zwiastowanie – ok. 1527, olej na płótnie, 166 × 114 cm, Pinacoteca Civica, Recanati
- Apoteoza św. Mikołaja ze św. Janem Chrzcicielem i św. Łucją – 1527-1529, olej na płótnie, 335 × 188 cm, Santa Maria dei Carmini, Wenecja
- Antykwariusz Andrea Odoni – 1527, olej na płótnie, 104 × 117 cm, Royal Collection, Hampton Court
- Portret Leonina Brembate – 1527, olej na desce, 96 × 70 cm, Muzeum Historii Sztuki w Wiedniu, Wiedeń
- Nawrócenie jawnogrzesznicy – 1527-1529, olej na płótnie, 124 × 156 cm, Luwr, Paryż
- Wenus i Kupidyn – 1530, olej na płótnie, 92 × 111 cm, Metropolitan Museum of Art, Nowy Jork
- Św. Sebastian – 1531, olej na płótnie, 162 × 57 cm, Gemäldegalerie Berlin (skrzydło ołtarza)
- Św. Krzysztof – 1531, olej na płótnie, 162 × 57 cm, Gemäldegalerie Berlin (skrzydło ołtarza)
- Ukrzyżowanie – 1531, olej na płótnie, 450 × 250 cm, Kościół Santa Maria in Telusiano, Monte San Giusto k. Maceraty
- Św. Łucja przy grobie św. Agaty – 1532, olej na desce, 32 × 69 cm, Pinacoteca Civica, Jesi
- Dzieciątko Jezus z Madonną, św. Józefem i św. Katarzyną Aleksandryjską – 1533, olej na płótnie, 81 × 115 cm, Accademia Carrara, Bergamo
- Portret damy w stroju Lukrecji – ok. 1533, olej na desce przemieszczony na płótno, 96 × 111 cm, National Gallery w Londynie
- Święta Rodzina ze świętymi Hieronimem, Anną i Joachimem – 1534, olej na płótnie, 69 × 87,5 cm, Galeria Uffizi, Florencja
- Pokłon pasterzy – ok. 1534, 147 × 166 cm, olej na płótnie, Musei Civici d’Arte e Storia, Brescia
- Święta Rodzina – 1537, olej na płótnie, 150 × 237 cm, Luwr, Paryż
- Madonna Różańcowa – 1539, olej na płótnie, 384 × 264 cm, Museo Civico, Cingoli
- Autoportret (domniemany) – 1540-1550, olej na desce, 43 × 35 cm, Muzeum Thyssen-Bornemisza, Madryt
- Portret mężczyzny z kapeluszem – 1541, 58 × 47 cm, National Gallery of Canada, Ottawa
- Popiersie brodatego mężczyzny – 1541, Fine Arts Museum, San Francisco (przypisywany)
- Jałmużna św. Antoniego – 1542, olej na płótnie, 332 × 235 cm, Bazylika Santi Giovanni e Paolo, Wenecja
- Portret Laury da Pola – 1543-1544, 90 × 75 cm, olej na płótnie, Pinakoteka Brera, Mediolan
- Portret Feba da Brescia – 1543-1544, olej na płótnie, 82 × 78 cm, Pinakoteka Brera, Mediolan
- Stary człowiek z rękawiczkami – ok. 1543, olej na płótnie, 90 × 75 cm, Pinakoteka Brera, Mediolan
- Pietà – 1546, olej na płótnie, 185 × 150 cm, Pinakoteka Brera, Mediolan
- Madonna i czterech świętych – 1546, olej na płótnie, 240×171 cm, kościół San Giacomo dall’Orio, Wenecja
- Pokutujący św. Hieronim – ok. 1545, olej na płótnie, 99 × 90 cm, Prado, Madryt
- Brat Gregorio Belo da Vicenza – 1548, olej na płótnie, 87 × 71 cm, Metropolitan Museum of Art, Nowy Jork
- Wniebowzięcie Marii – 1550, olej na płótnie, 600 × 403 cm, San Francesco alle Scale, Ankona
- Święty Michał pokonujący Lucyfera – 1550, olej na płótnie, 167 × 135 cm, Palazzo Apostolico, Loreto
- Portret kusznika – 1551, olej na płótnie, 95 × 72,5 cm, Pinacoteca Capitolina, Rzym
- Portret starca – ok. 1552, olej na płótnie, 93 × 72 cm, Ermitaż, Sankt Petersburg
- Ofiarowanie w świątyni – 1555, olej na płótnie, 172 × 137 cm, Palazzo Apostolico, Loreto